# Harald Huber (Politiker)
Harald Huber (* 30. Juli 1912 in St. Gallen; † 10. April 1998 in Lutry, heimatberechtigt in Töss und Uesslingen-Buch) war ein Schweizer Politiker (SP) und Bundesrichter.

## Biografie
Harald Huber wurde am 30. Juli 1912 als Sohn des Politikers Johannes Huber in St. Gallen geboren. Huber belegte das Studium der Rechte in Genf, München und Zürich, das er 1938 mit dem Erwerb des akademischen Grades eines Dr. iur. abschloss.
In der Folge war Huber von 1939 bis 1962 als Rechtsanwalt in St. Gallen tätig. Danach gehörte er von 1963 bis 1981 als Bundesrichter der öffentlich-rechtlichen Kammer, der zweiten zivilrechtlichen Kammer, dem Kassationshof sowie dem Bundesstrafgericht an. Dazu amtierte Huber zwischen 1979 und 1980 als Bundesgerichtspräsident. Weiter wirkte Harald Huber von 1971 bis 1982 als Vizepräsident des Internationalen Komitees vom Roten Kreuz und amtete als erster Präsident der Stiftung für Konsumentenschutz.
Er heiratete 1939 Annemarie Dora, die Tochter des Kaufmanns und Bankbeamten Oliviero Primo Zenobio Baroni. Der Ehe entsprangen zwei Töchter. Harald Huber starb am 10. April 1998 im Alter von 85 Jahren in Lutry.

## Politische Laufbahn
Der Sozialdemokrat amtierte zunächst von 1942 bis 1948 als Gemeinderat der Stadt St. Gallen. Darüber hinaus war er zwischen  1945 und 1962 im Kantonsrat sowie zwischen 1947 und 1962 im Nationalrat vertreten.

## Werke
- Das Verfahren in Bundesstrafsachen, die von kantonalen Behörden zu beurteilen sind. Aarau: Sauerländer 1939. (Diss. iur. Univ. Zürich, 1938). (Zürcher Beiträge zur Rechtswissenschaft; n.F. 65).
- Ehrverletzungsprozess von Dr. Alfred Müller gegen Nationalrat Rudolf Schümperli und Redaktor Ernst Rodel. Schlussplädoyer gehalten von Harald Huber-am 29. November 1952 vor dem Bezirksgericht Arbon. Arbon: Genossenschaftsdruckerei 1952.
- Revision der Bundesverfassung? (Festansprache). Basel: COOP-Lebensversicherung 1968.